# Санлури
Санлури (итал. Sanluri, сард. Seddori) — город в итальянском регионе Сардиния, административный центр провинции Южная Сардиния.
Покровительницей коммуны почитается Пресвятая Богородица (Madonna delle Grazie), празднование 31 мая.